# Gollensdorf (Zehrental)
Gollensdorf ist ein Ortsteil der Gemeinde Zehrental im Landkreis Stendal in Sachsen-Anhalt.

## Geographie

### Lage
Das altmärkische Gollensdorf, ein nach Westen und Süden erweitertes Rundplatzdorf, liegt fünf Kilometer nordwestlich von Groß Garz, dem Sitz der Gemeinde Zehrental und 16 Kilometer nordwestlich der Hansestadt Seehausen (Altmark), dem Sitz der Verbandsgemeinde Seehausen (Altmark).
Im Westen, Süden, Osten und Nordosten wird die Gemarkung Gollensdorf vom Alten Moorgraben Gollensdorf und dem Lileigraben begrenzt. Vom Dorf bis zum Lileiser Berg in Richtung Südwesten zieht sich eine Hügelkette hin. Außerdem hat die Feldmark noch mehrere kleine Höhenzüge.
Nachbarorte sind Drösede und Bömenzien im Norden, Deutsch im Nordosten, Groß Garz im Südosten, Harpe im Süden, Ziemendorf im Südwesten, Wirl im Westen, sowie Nienwalde im Nordwesten.

### Ortsteilgliederung
Zum Ortsteil Gollensdorf und zur Gemarkung Gollensdorf gehören neben dem Dorf Gollensdorf der Wohnplatz Klein Kapermoor, ein früheres Rittergut, Groß Kapermoor, ein ehemaliges Forsthaus und Hackenheide, ein ehemaliges Ackergut.

## Geschichte

### Mittelalter bis 19. Jahrhundert
Gollensdorf wurde von den Wenden als Rundling angelegt, was bis heute gut erkennbar ist. Seine erste urkundliche Erwähnung als Goldistorp stammt vom 11. Juli 1319, als Markgraf Woldemar in Tangermünde dem Kloster Amelungsborn Besitzungen zu Aulosen mit Zubehör übereignete. Weitere Nennungen sind 1541 Goldensdorff, 1687 Goldenstorff und 1804 Gollensdorf und Goldenstorf.
Vor dem Brand am 11. August 1848 hatte das Dorf die Form eines Hufeisens. Die Magdeburger-Land-Feuer-Societät zahlte für die Behebung der Brandschäden eine Summe von 10.650 Reichstalern.

### 20. Jahrhundert
Noch im Jahr 1938 stand im Dorf ein altes mit Stroh gedecktes einstöckiges Lehmfachwerkhaus mit den üblichen breiten Gefachen aus dem Jahre 1786, einer Holztür mit Holznägeln, die Giebeldreiecke waren verschalt. Es diente als Armenhaus.
Direkt in Gollensdorf, unmittelbar an der Straße nach Drösende, befand sich der Standort einer Grenzkompanie des Grenzregimentes 24 Fritz Heckert Salzwedel der Grenztruppen der DDR. Sie entstand im Jahr 1947 als Kommandantur. Später wurde am Standort eine Kaserne für Grenzpolisten und Grenzsoldaten errichtet. Am 31. März 1990 ist die Grenze an der Grenzbrücke (Königsbrücke) nach Kapern nördlich von Bömenzien geöffnet worden. Ab dem 1. Juli 1990 gab es keine Grenzkontrollen mehr.
Am 1. Juli 1949 kam Arthur Japin durch den fahrlässigen Umgang mit einer Schusswaffe durch seinen Postenführer ums Leben.

### Landwirtschaft
In einer Beschreibung im Jahre 1889 hieß es: Die Feldmark hat vorwiegend leichten Sandboden, saure Wiesen und schlechte Weide.
Bei der Bodenreform wurden 1945 ermittelt: 21 Besitzungen unter 100 Hektar haben 577 Hektar, eine Gemeindebesitzung mit 5,2 Hektar. Enteignet wurden drei Betriebe, 2 Bauernhöfe und ein Ackerhof mit zusammen 331,9 Hektar. 1948 hatten aus der Bodenreform 18 Vollsiedler jeder über 5 Hektar, 6 Kleinsiedler jeder unter 5 Hektar erhalten. Im Jahre 1952 entstand die erste Landwirtschaftliche Produktionsgenossenschaft vom Typ III, die LPG „Des Friedens“. Im Jahre 1991 ging die LPG in Liquidation, die 2007 beendet war.

### Herkunft des Ortsnamens
Der Name könnte deutscher Herkunft sein und vom Personennamen Gollo, Golli herkommen oder von Gold einem heidnischen Heiligtum oder einer Opferstätte. Wobei Gold aus dem Althochdeutschen golten, so viel wie stark sein bedeuten könnte.

### Vorgeschichte
Eine 1950 gefundene frühgeschichtliche Urne lässt auf eine über tausendjährige Siedlungsgeschichte des Ortes schließen.

### Eingemeindungen
Gollensdorf gehörte bis 1807 zum Arendseeischen Kreis, danach bis 1813 zum Kanton Pollitz im Königreich Westphalen, ab 1816 kam es in den Kreis Osterburg, den späteren Landkreis Osterburg in der preußischen Provinz Sachsen.
Am 30. September 1928 wurde der Gutsbezirk Klein Kapermoor mit der Landgemeinde Gollensdorf vereinigt. Am 17. Oktober 1928 wurden die Forstbezirke Hakenheide und Groß Kapermoor aus dem Gutsbezirk Groß Aulosen mit der Landgemeinde Gollensdorf vereinigt.
Am 25. Juli 1952 wurde die Gemeinde Gollensdorf aus dem Landkreis Osterburg in den Kreis Seehausen umgegliedert. Nach dessen Auflösung kam die Gemeinde am 2. Juli 1965 zum Kreis Osterburg.
Am 1. Januar 1973 wurde die Gemeinde Bömenzien mit ihrem Ortsteil Drösede in Gollensdorf eingemeindet. Am 1. Juli 1994 wurde die Gemeinde Gollensdorf dem Landkreis Stendal zugeordnet.
Bis zum 31. Dezember 2009 war Gollensdorf eine selbständige Gemeinde mit den zugehörigen Ortsteilen Bömenzien und Drösede und gehörte der jetzt aufgelösten Verwaltungsgemeinschaft Seehausen (Altmark) an.
Durch einen Gebietsänderungsvertrag haben die Gemeinderäte der Gemeinden Gollensdorf und Groß Garz beschlossen, dass ihre Gemeinden aufgelöst und zu einer neuen Gemeinde mit dem Namen Zehrental vereinigt werden. Dieser Vertrag wurde vom Landkreis als unterer Kommunalaufsichtsbehörde genehmigt und trat am 1. Januar 2010 in Kraft. Gollensdorf, Bömenzien und Drösede wurden damit Ortsteile von Zehrental.

### Einwohnerentwicklung
| Jahr | Einwohner |
| ---- | --------- |
| 1734 | 126       |
| 1774 | 076       |
| 1789 | 103       |
| 1798 | 117       |
| 1801 | 115       |
| 1818 | 104       |
| 1840 | 148       |
| 1864 | 201       |

| Jahr | Einwohner |
| ---- | --------- |
| 1871 | 205       |
| 1885 | 180       |
| 1892 | [0]180    |
| 1895 | 192       |
| 1900 | [0]195    |
| 1905 | 182       |
| 1910 | [0]157    |
| 1925 | 201       |

| Jahr | Einwohner |
| ---- | --------- |
| 1939 | 180       |
| 1946 | 261       |
| 1964 | 222       |
| 1971 | 247       |
| 1981 | 352       |
| 1993 | 366       |
| 2006 | 302       |
| 2008 | [00]293   |

| Jahr | Einwohner |
| ---- | --------- |
| 2014 | [00]136   |
| 2020 | [00]132   |
| 2021 | [00]127   |
| 2022 | [0]123    |
| 2023 | [0]123    |

Quelle, wenn nicht angegeben, bis 2006:

## Religion
Die evangelischen Christen aus Gollensdorf gehören zur Kirchengemeinde Bömenzien, die früher zur Pfarrei Bömenzien bei Groß Wanzer in der Altmark gehörte. Die Kirchengemeinde gehört seit 2005 zum Kirchspiel Groß Garz und Umgebung und wird betreut vom Pfarrbereich Beuster in Kirchenkreis Stendal im Bischofssprengel Magdeburg der Evangelischen Kirche in Mitteldeutschland.

## Politik
Der letzte Bürgermeister der Gemeinde Gollensdorf war Uwe Seifert.

## Kultur und Sehenswürdigkeiten
- Der Ortsfriedhof liegt im Nordosten des Dorfes.
- An einem Waldweg südlich von Gollensdorf steht der Meilenstein Gollensdorf.

## Verkehrsanbindung
Der Ort Gollensdorf liegt an der Landesstraße L1. Durch den Ort führt die Straßenverbindung von Arendsee (Altmark) nach Schnackenburg.